# Joseph Suren Gomes
Joseph Suren Gomes SDB (* 14. Februar 1944 in Ashnabad; † 18. Mai 2024 in Ranaghat, Westbengalen) war ein indischer Ordensgeistlicher und römisch-katholischer Bischof von Krishnagar.

## Leben
Joseph Suren Gomes besuchte zuerst die Grundschule der Salesianer Don Boscos in Krishnanagar und ab 1958 das Kleine Seminar in Bandel. Anschließend trat er der Ordensgemeinschaft der Salesianer Don Boscos in der Ordensprovinz Kalkutta bei. Am 18. April 1965 legte er in Shillong die erste und 1971 die ewige Profess ab. Er studierte Philosophie am Salesian College in Sonada und ab Juli 1971 Katholische Theologie am Kristo Jyoti College in Bangalore. Daneben wirkte Gomes an den ordenseigenen Schulen Don Bosco in Lonavla und St. Paul in Borivali sowie als Seelsorger für die aus Bengalen stammenden Gläubgien in der Garden City, einem Stadtteil von Bangalore. Zudem studierte er später ein Jahr Pädagogik an der Päpstlichen Universität der Salesianer in Rom. Am 21. Dezember 1974 empfing er in der Pfarrkirche von Ranaghat durch den Bischof von Krishnagar, Matthew Baroi SDB, das Sakrament der Priesterweihe.
Nach der Priesterweihe war Gomes zunächst als Vizerektor des Kleinen Seminars in Bandel tätig, bevor er 1983 Rektor der Don Bosco Technical School in Cossipore, einem Stadtteil im Norden Kalkuttas, wurde. Von 1984 bis 1986 war er Jugendseelsorger im Bistum Krishnagar. Anschließend fungierte er als Subregens des Priesterseminars der Salesianer in Jobbalpure (1986–1991) und als Regens des orgendeigenen Priesterseminars in Azimganj (1991–1993). Von 1993 bis 1995 war er Pfarrer in Chapra. Nachdem Gomes 1995 kurzzeitig als Missionar in Nepal gewirkt hatte, wurde er im selben Jahr Rektor der Don Bosco School in Krishnanagar. Zudem war er Präsident der Konferenz der Ordensleute im Bistum Krishnagar und zwei Jahre Pfarrvikar in Bangaon. Darüber hinaus gehörte er dem Provinzialrat der Ordensprovinz Kalkutta der Salesianer und dem Konsultorenkollegium des Bistums Krishnagar an.
Am 17. April 2002 ernannte ihn Papst Johannes Paul II. zum Bischof von Krishnagar. Der Erzbischof von Kalkutta, Lucas Sirkar SDB, spendete ihm am 31. Mai desselben Jahres in der Kathedrale Holy Redeemer in Krishnanagar die Bischofsweihe; Mitkonsekratoren waren der Erzbischof von Shillong, Dominic Jala SDB, und der Erzbischof von Guwahati, Thomas Menamparampil SDB. Gomes wählte den Wahlspruch Trust in God („Vertrauen auf Gott“). In der Konferenz katholischer Bischöfe von Indien (CCBI) fungierte er zudem zeitweise als stellvertretender Vorsitzender der Kommission für die Familienpastoral.
Papst Franziskus nahm am 17. April 2019 das von Joseph Suren Gomes aus Altersgründen vorgebrachte Rücktrittsgesuch an. Gomes starb im Mai 2024 im Manorama Hospital in Ranaghat im Alter von 80 Jahren an einem Herzinfarkt und wurde auf dem Friedhof der dortigen Pfarrei Our Lady of Guadalupe beigesetzt.